# Artesanía y arte popular del Estado de México

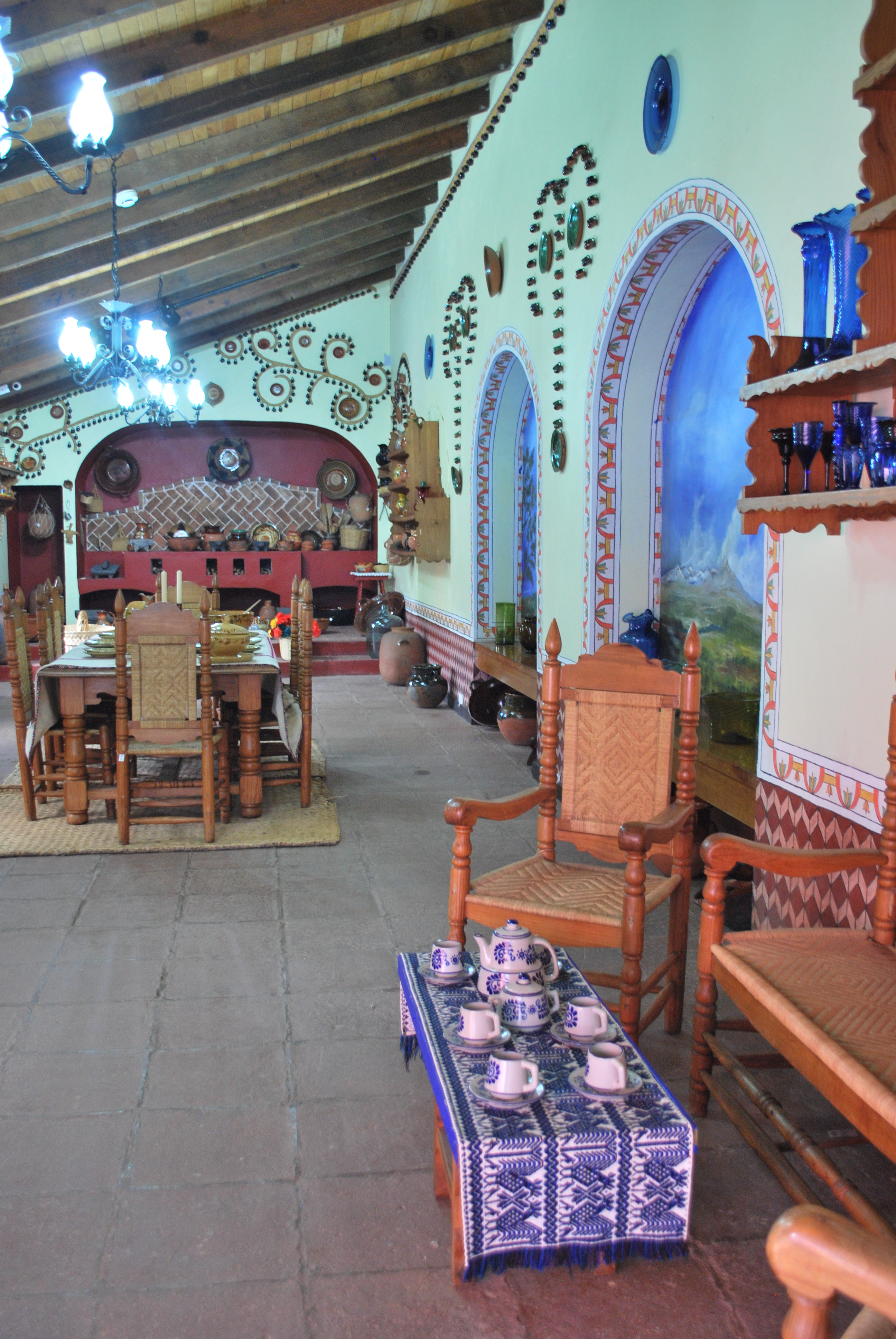
Una de las salas de muestra del Museo de las Culturas Populares en Toluca de Lerdo

El Estado de México produce varios tipos de objetos artesanales. Sin embargo, estos no están tan bien documentados como las obras que se producen en otros estados. En el Estado de México se produce un número notable de objetos de cerámica, especialmente en el municipio de Metepec. Los principales objetos son pequeñas esculturas de plata del pueblo Mazahua y varios textiles, incluyendo los sarapes tejidos a mano, rebozos y tapetes anudados. Hay diecisiete tradiciones artesanales reconocidas en el estado, e incluyen tanto a aquellas con orígenes prehispánicos como aquellas traídas por los españoles después de la conquista. Como consecuencia de la industrialización del estado y la creciente competencia por bienes más baratos, la producción de artesanía ha disminuido. Sin embargo, han hecho grandes esfuerzos por las instituciones del estado para promover estas tradiciones, tanto dentro como fuera de México.

## Tipos de artesanías

### Cerámica

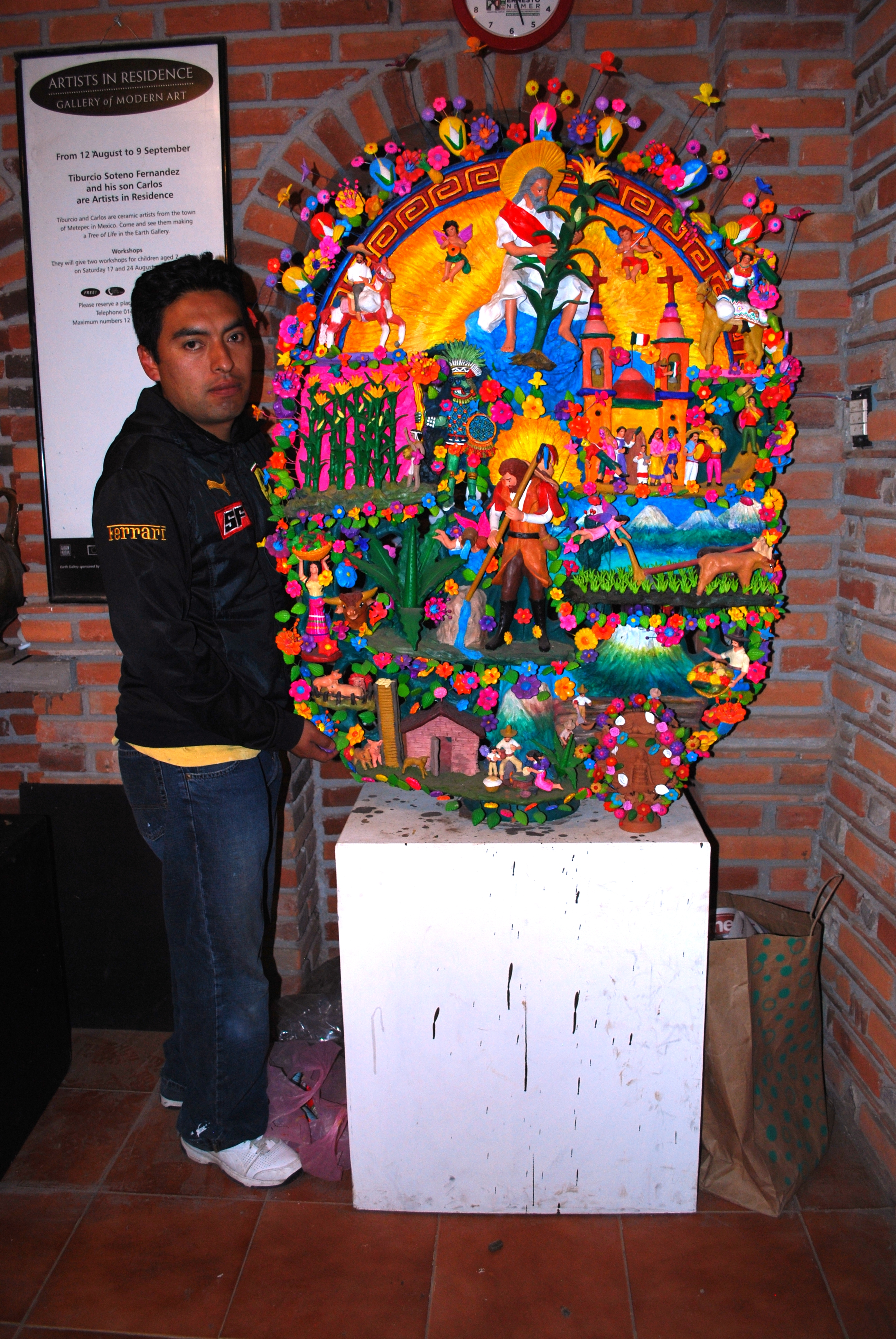
Carlos Soteno con uno de sus trabajos en el taller de la familia Metepec en México

La cerámica es la forma más común de artesanía y permanece como una actividad económica importante para el estado, la mayor parte de la mercancía aún se produce de manera tradicional, con poca modernización o industrialización en la técnica. Los centros de cerámica más importantes son en Metepec, Tecomatepec, Valle de Bravo, Texcoco, Cuautitlán y Almoloya de Juárez. 
Por otro lado, los productos más comunes son platos, tazas, objetos decorativos y miniaturas, tales como los platos de juguetes. Valle de Bravo hace conjuntos de platos y otras piezas de barro, mientras que Texcoco crea ejemplares de piezas prehispánicas, así como piezas más nuevas basadas en diseños antiguos. Tecomatepec destaca por la producción de jarras para servir pulque.

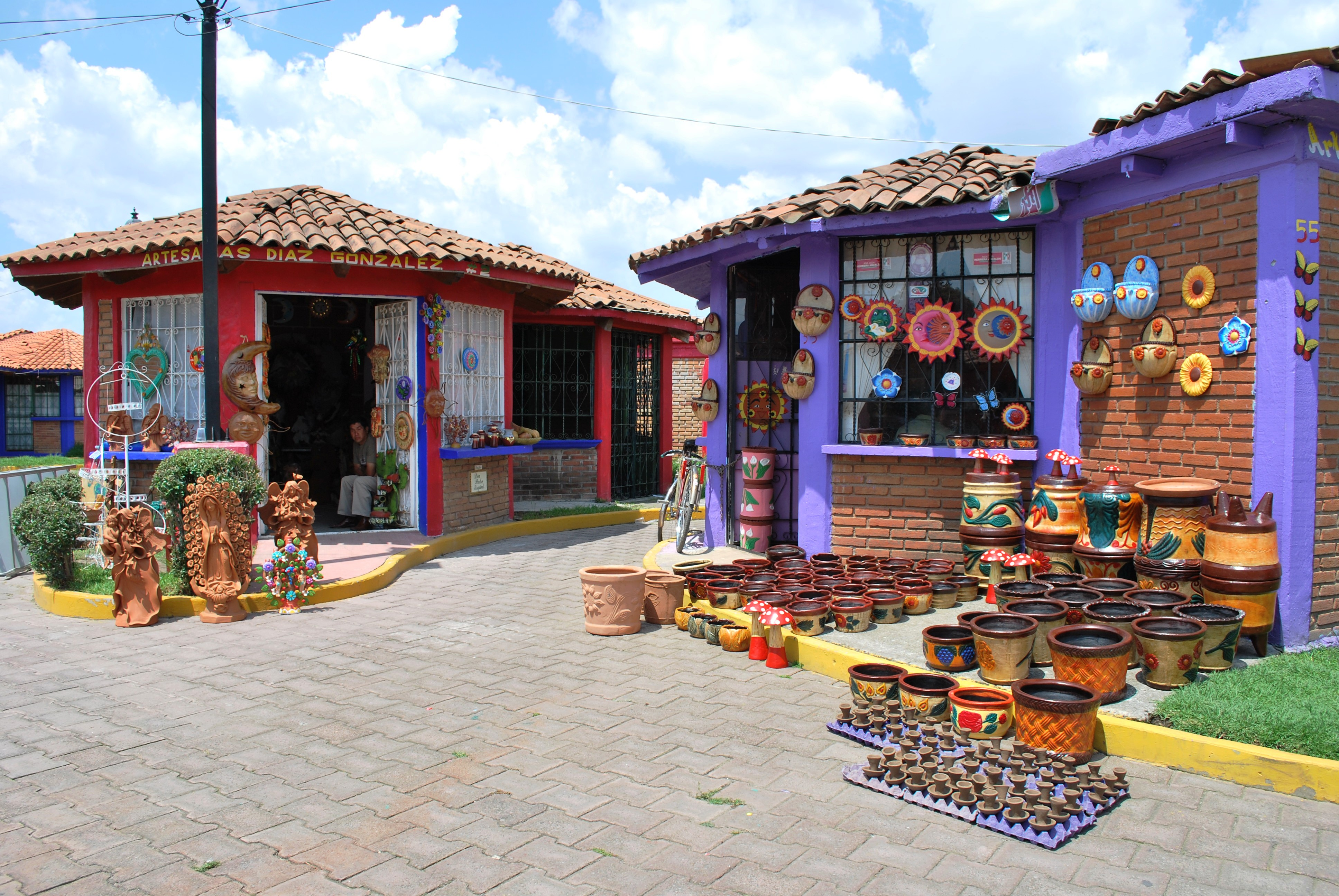
Tiendas con varias artesanías de cerámica en Metepec.

Metepec es el mayor centro de cerámica del estado, con una producción que sobresale por su variedad y habilidad artística, la cual ha evolucionado lentamente desde el período colonial. Aunque es parte del área metropolitana de Toluca, el centro de este municipio mantiene su atmósfera de pueblo pequeño, con artesanías que llenan las tiendas y puestos en las calles cercanas a la parroquia de Juan Bautista. El municipio es casa de más de 300 artesanos y 270 familias dedicadas de una forma u otra a la industria artesanal, la cual es la principal actividad económica de la localidad. La mayoría de la cerámica producida es mercancía barnizada para uso cotidiano, por ejemplo ollas, platos y cacerolas, frecuentemente en colores azul, verde o amarillo. No obstante, el municipio es más conocido por sus piezas decorativas, generalmente platos pintados sin barniz en colores brillantes y contrastantes; piezas para los nacimientos, figuras de caballos, placas con forma de sol y sirenas colgadas afuera de las casas; pero la pieza más notable se llama "Árbol de la vida". Este luce como un candelabro con lugares para poner las velas. Tradicionalmente, estos fueron hechos como alegorías de la historia de Adán y Eva en el Jardín del Edén, pero continúan siendo fabricados como decoración.   Más recientemente, los árboles con otros temas han aparecido, incluyendo el Día de Muertos, la fabricación de la cerámica y más. Estas son piezas hechas a fuego bajo, pequeñas en su mayoría (no mayores a treinta centímetros), pero también se fabrican versiones monumentales, como la que se encuentra en la colección de los Museos Vaticanos. La mayoría también son pintados en colores brillantes como magenta, rojo, azul, amarillo, verde, naranja y púrpura. En 2009, a las artesanías de Metepec les fue dada la denominación de origen, la cual protege el trabajo de las imitaciones.

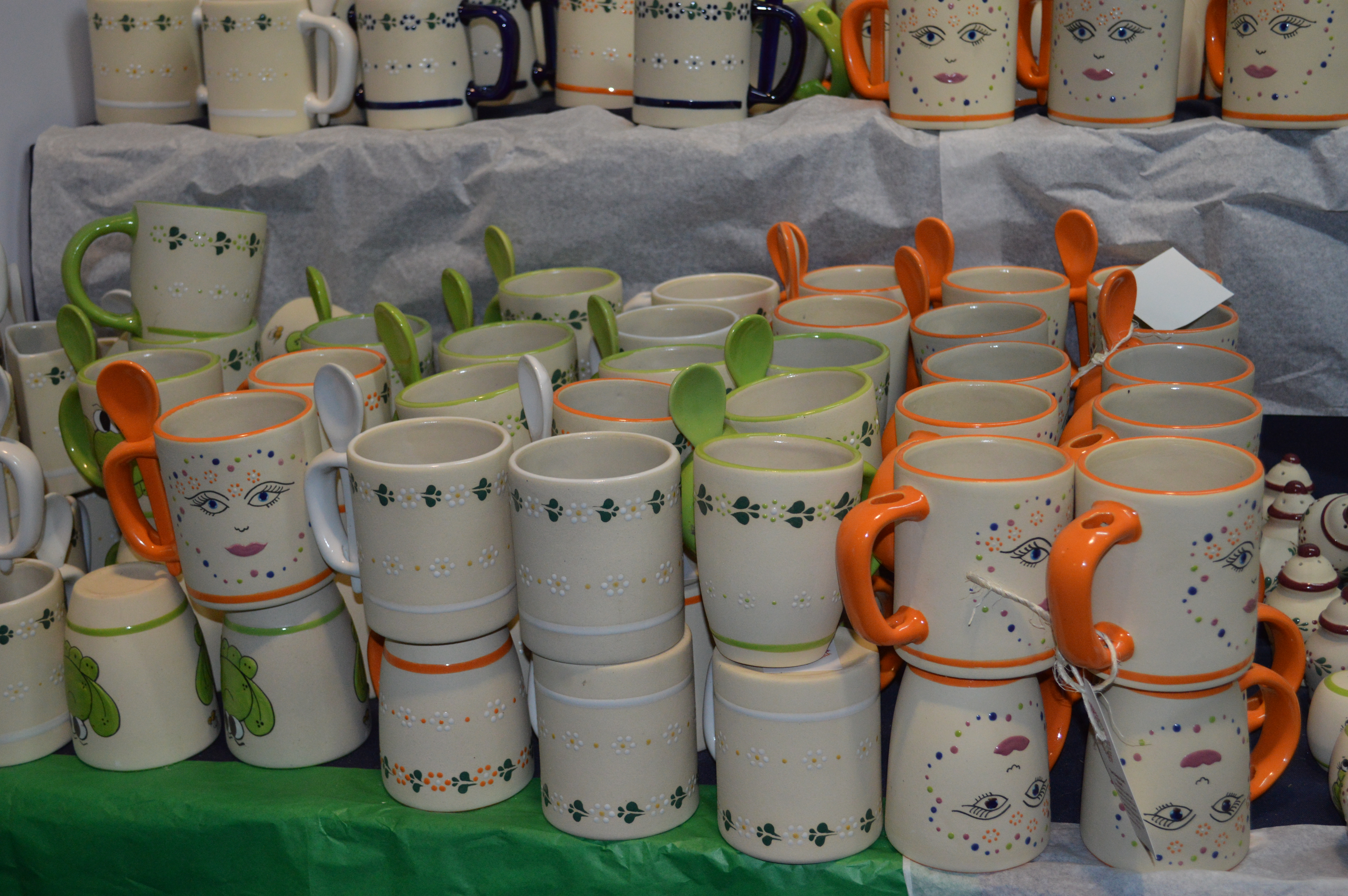
Mercancías de Temascalcingo

Temascalcingo produce artesanías a fuego alto, un tipo de manufactura introducida durante el período del gobernador Carlos Hank González para modernizar la producción. Se distingue de las demás formas de producción por la decoración en azul cobalto, basada en los diseños tradicionales. En la comunidad de Santa María Canchera, localizado también en el municipio de Temascalcingo, ocho artesanos, incluyendo dos Mazahuas, trabajan para crear objetos de cerámica a fuego alto, tales como juegos de té, caballitos (vasos de shot) para tequila, tazones, macetas, servilleteros, recipientes para frutas, figuras decorativas, bases para lámparas y más.

### Textiles

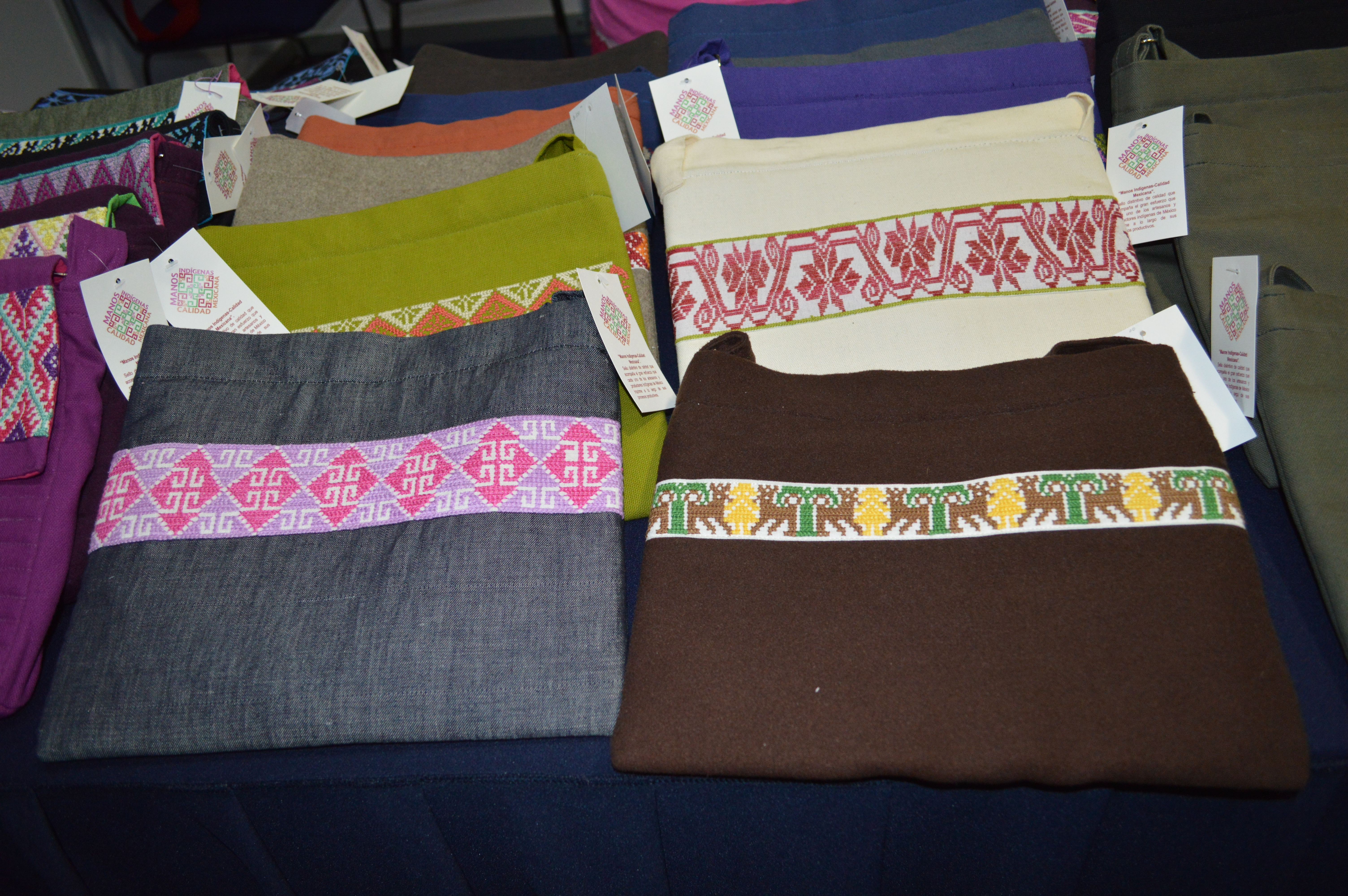
Camisas con bordes Mazahua.

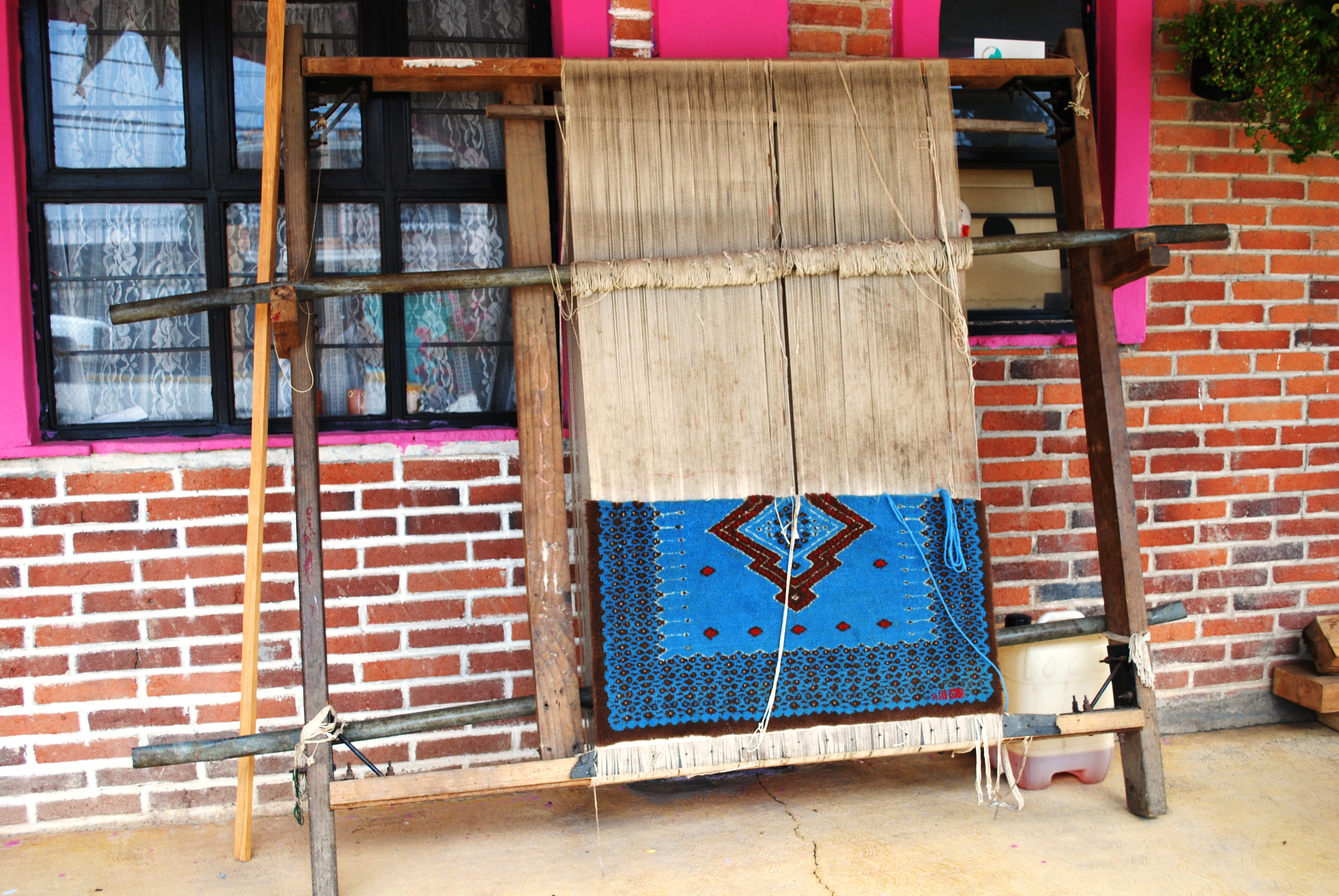
Tapete anudado en progreso en la cooperativa de tapetes de San Pedro Abajo, Temoaya

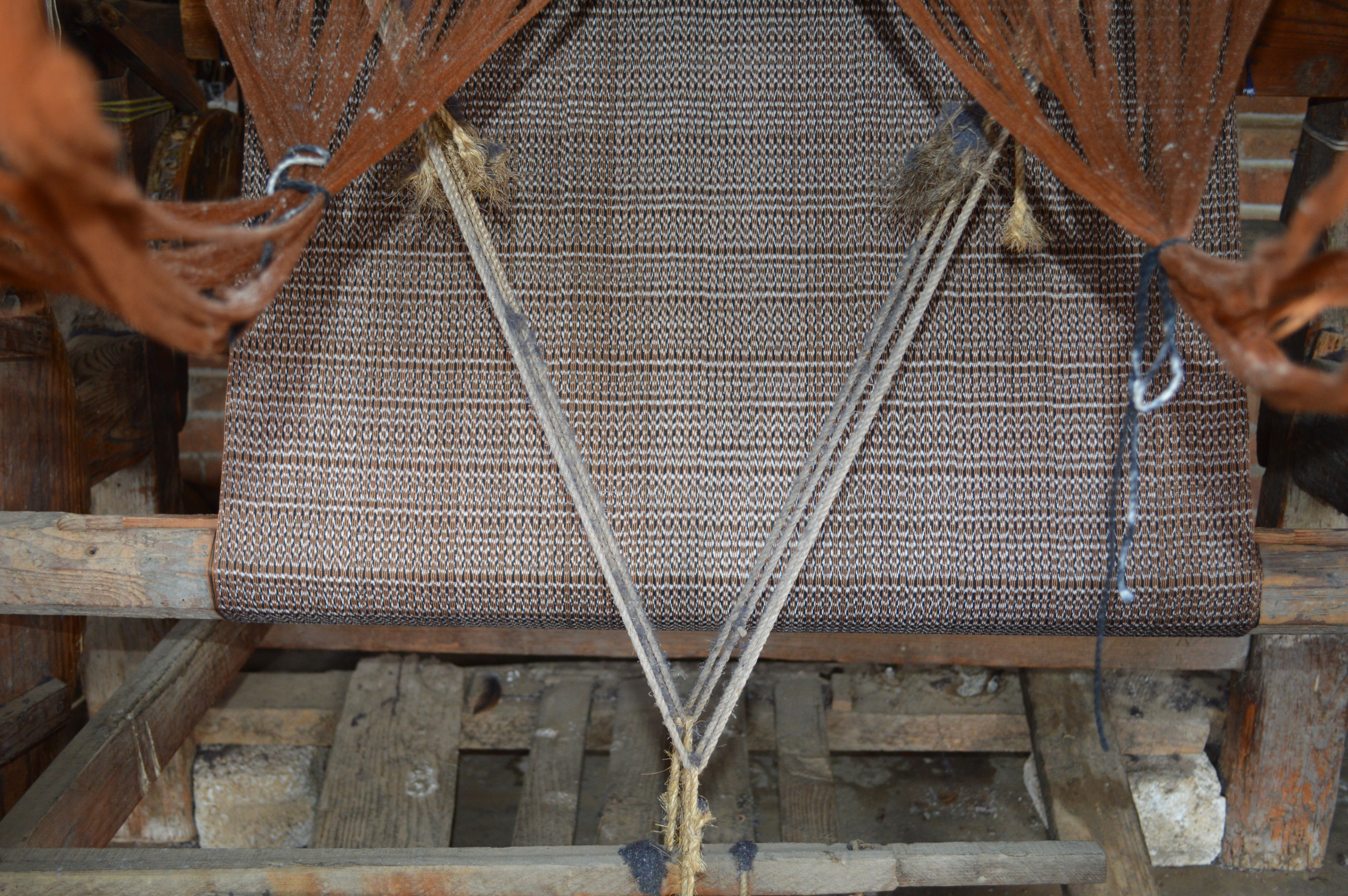
Rebozo de diseño de Calimaya en un telar en el taller de Inocencio Balboa en Tenancingo

La fabricación de textiles tiene un trasfondo tanto económico como cultural. La mayoría de estos textiles son hechos en comunidades indígenas como los Mazatecos,  los Nahuas, los Mazahuas y los Otomíes,  y tienen diseños que identifican a los portadores como parte de esas comunidades. Los Otomíes y los Mazahuas son particularmente conocidos por su bordado. Otros pueblos famosos por la fabricación de telas son Jiquipilco, Tejupilco, Temascaltepec, Temoaya, Valle de Bravo, Zacazonapan, Toluca y Tenancingo, se pueden encontrar artículos como servilletas, manteles, sábana, cortinas, blusas, delantales, conjuntos para cocina y baño, así como alfombras.
Hay dos prendas tradicionales que aún se utilizan cotidianamente el quechquemitl y una vestimenta en forma de chal llamada rebozo. En el Estado de México, la mayoría de las piezas tejidas son de lana o algodón/lana. Los textiles suelen ser piezas tejidas de algodón o lana, a veces decoradas con flores multicolores y diseños de animales arreglados geométricamente en la prenda. Las decoraciones solían tener simbolismo religioso, pero esto se ha perdido casi por completo.
El tejido puede ser hecho tanto en un telar de cintura, principalmente usado en comunidades indígenas, o en telares de pedal de marco de madera, introducidos por los españoles en el período colonial. Xonacatlán y Ameyalco son dos comunidades que todavía usan el telar de cintura, mientras que los telares de pedal son usados en comunidades como Coatepec Harinas, Chiconcuac, Texcoco, San Felipe del Progreso, Xonacatlán y Guadalupita. Los últimos tres mencionados son particularmente conocidos por la fabricación de sarapes de lana naturalmente teñida.
El rebozo es tejido en lugares como Jilotepec, Tejupilco, Calimaya y, especialmente, Tenancingo. La confección de prendas se realiza dividiendo el trabajo entre varios artesanos especializados en un proceso particular: el teñido (especialmente si se usa el método ikat), el tejido y el anudamiento de los bordes. Los rebozos de Tenancingo están hechos con hilos de algodón comercial y a veces son atados con el método ikat, para hacer diseños tradicionales con nombres como Arco de Granada, flor de hala, labor doble, llovizna, palacios, venados, ratoncitos y coyotes.
Guadalupita (el nombre completo es Guadalupe Yancuictlalpan) es un pequeño pueblo que se ha dado a conocer por la fabricación de prendas de lana desde hace más de 200 años. La lana es usada para hacer objetos tales como sarapes, colchas y abrigos, mientras que las técnicas de anudamiento son empleadas en la confección para suéteres, gorras, guantes, calcetines y más. La lana es teñida, cardada e hilada por el artesano. Sin embargo, este tipo de artesanía está extinguiéndose, al mismo tiempo que la región se industrializa y los miembros de las familias que viven de esta industria buscan otros lugares para trabajar, dado que el salario en la producción de textiles es muy bajo.
En el pueblo Otomí de Temoaya, la fabricación de los tapetes anudados al estilo oriental fue introducida en 1969 como una iniciativa del Banco de México. Mientras que la elaboración de estos tapetes no es nativa de la región, las habilidades con los textiles, en especial para anudar, se pusieron al servicio del arte. Estos tapetes son hechos con diseños indígenas y coloniales, con más de 250 variantes que dependen de los colores y patrones disponibles. Estos tapetes contienen en promedio 140,000 nudos por metro cuadrado, hechos de lana 100% virgen sobre hilos, los cuales toman entre quince y 20 días para ser completados en una pieza de sesenta por noventa cm.

### Madera

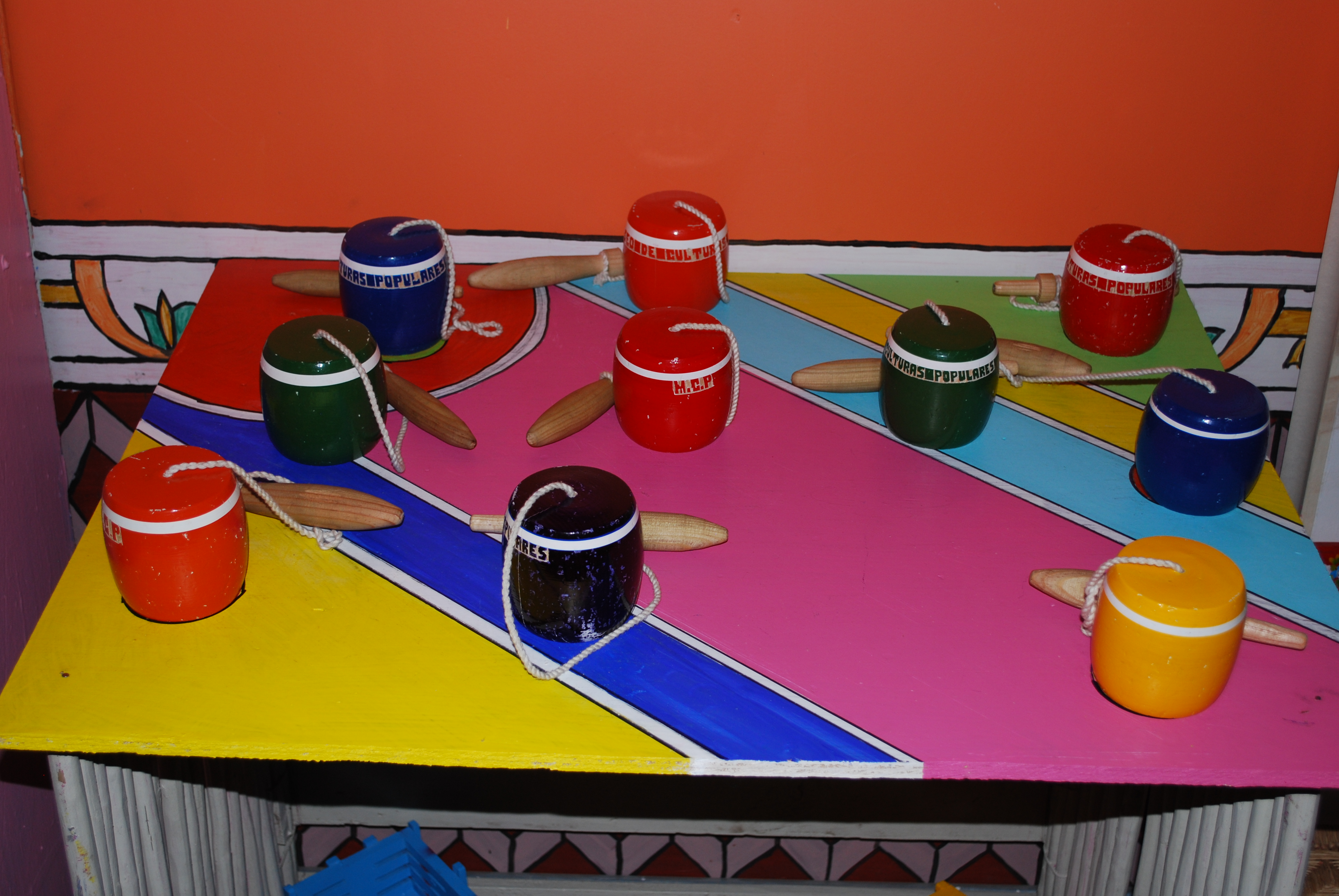
Juguetes de madera en el Museo de Culturas Populares

La madera es más usada para la fabricación de muebles, tanto en diseños tradicionales (español colonial rústico), como en diseños modernos. La comunidad de San Pedro Tultepec en el municipio de Lerma es notoria por su producción de muebles hechos a mano, los cuales van desde estilo colonial rústico hasta diseños europeos modernos. Esta producción comenzó a finales de los años 80 y ha crecido hasta alcanzar los 100 talleres, los cuales a menudo crean piezas por encargo. La mayoría de las piezas están hechas de pino, pero los muebles más finos se elaboran a partir de otras maderas, incluyendo el cedro. Estos talleres son propiedad de familias, en las cuales los miembros más jóvenes aprenden de los más grandes.
Otra área destacada por sus productos de madera es San Antonio la Isla, la cual a veces usa materiales locales. Aquí, los objetos más pequeños tales como tapas, baleros, yo-yos y carritos de juguete son fabricados con madera, así como objetos decorativos y de uso cotidiano para el hogar. Es la principal actividad económica del municipio, ocupando al sesenta por ciento de la población.

### Trabajo en metal
El trabajo en metal es tradicional en los municipios de Ecatepec, Naucalpan, Tecamac, Texcoco, Jiquipilco, Toluca y El Oro, los cuales trabajan cobre, latón y estaño. Con los metales principalmente se elaboran objetos decorativos con diseños rústicos. La pequeña comunidad de Cacalomacán, en las afueras de Toluca, trabaja el estaño, cobre y latón usando los métodos tradicionales. Este método fue introducido por los españoles para crear objetos tanto decorativos como utilitarios. Al día de hoy, es usado para la elaboración de barandillas, balcones y muebles. En el Estado de México, herreros de este tipo pueden ser encontrados en varias partes del estado, tales como Chalco, Jocotitlán, Toluca, Valle de Bravo y Ecatepec.
La herrería de plata es una actividad notable en el estado, en la cual se usa tanto la técnica del martillo como la de la filigrana. El trabajo más conocido es hecho por los Mazahuas, establecidos en el pueblo de San Felipe del Progreso. Los Mazahuas crean una especie de arete de aro pesado, con diseños de flores, mariposas y aves, comúnmente vistos en las mujeres Mazahuas, y que tienen un significado cultural. Los herreros de plata de esta comunidad ganaron uno de sus primeros reconocimientos internacionales en la Feria Mundial de la Plata en 1974. Además de los Mazahuas, Tejupilco producen collares con cuentas ahuecadas de plata que terminan en un medallón. La plata también es trabajada en Naucalpan y Nezahualcóyotl para hacer campanas, esculturas, joyería y más.

### Fuegos artificiales

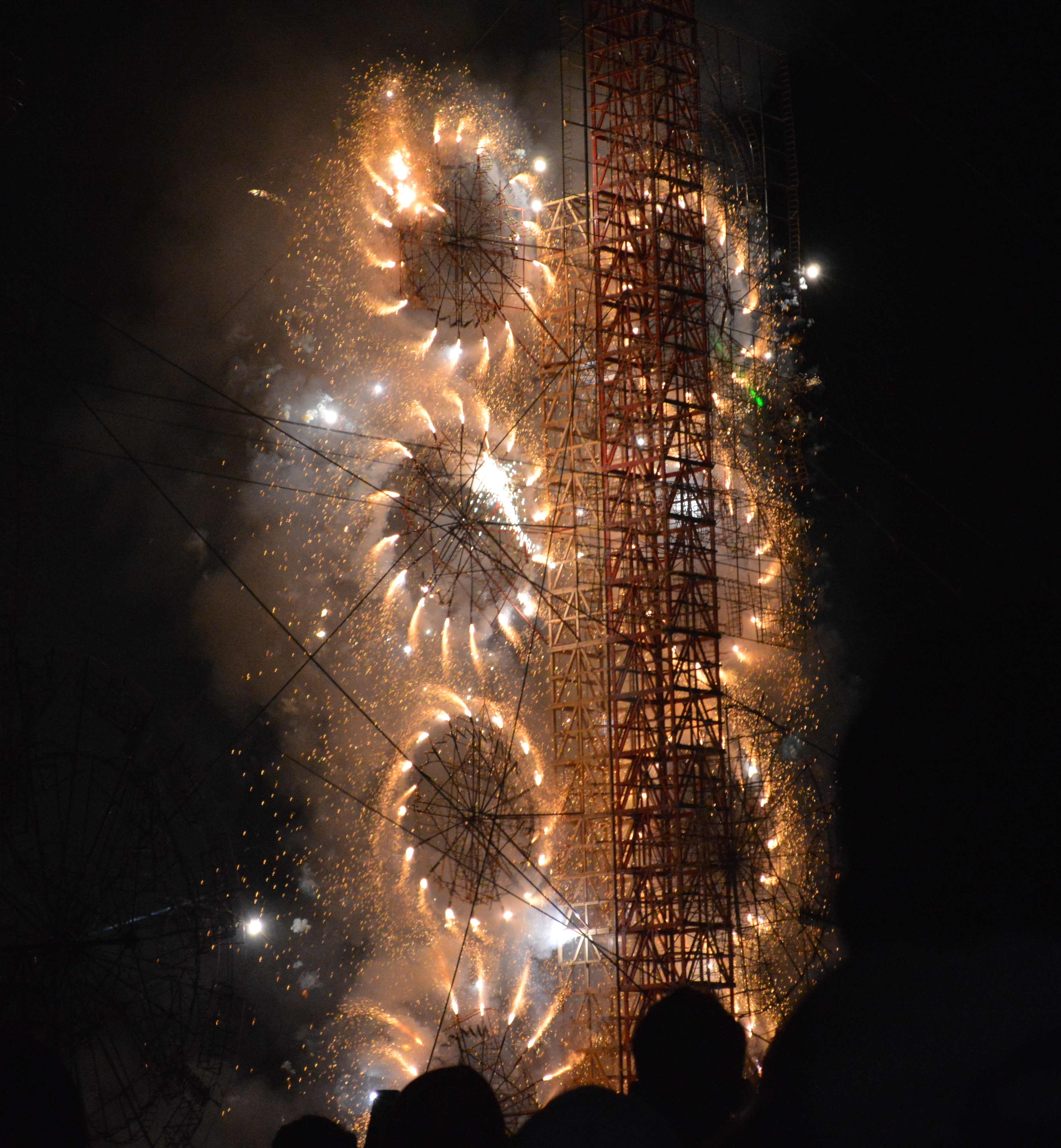
Castillo de la Feria Nacional de Pirotecnia en Tultepec

La fabricación de fuegos artificiales es distintiva en el estado, especialmente en los municipios de Tultepec, Almoloya de Juárez, Axapusco, Tianguistenco, Tenancingo, Tenango del Valle, Otumba, Capulhuac, Coyotepec, Tecamac y Texcoco.  

### Otras artesanías

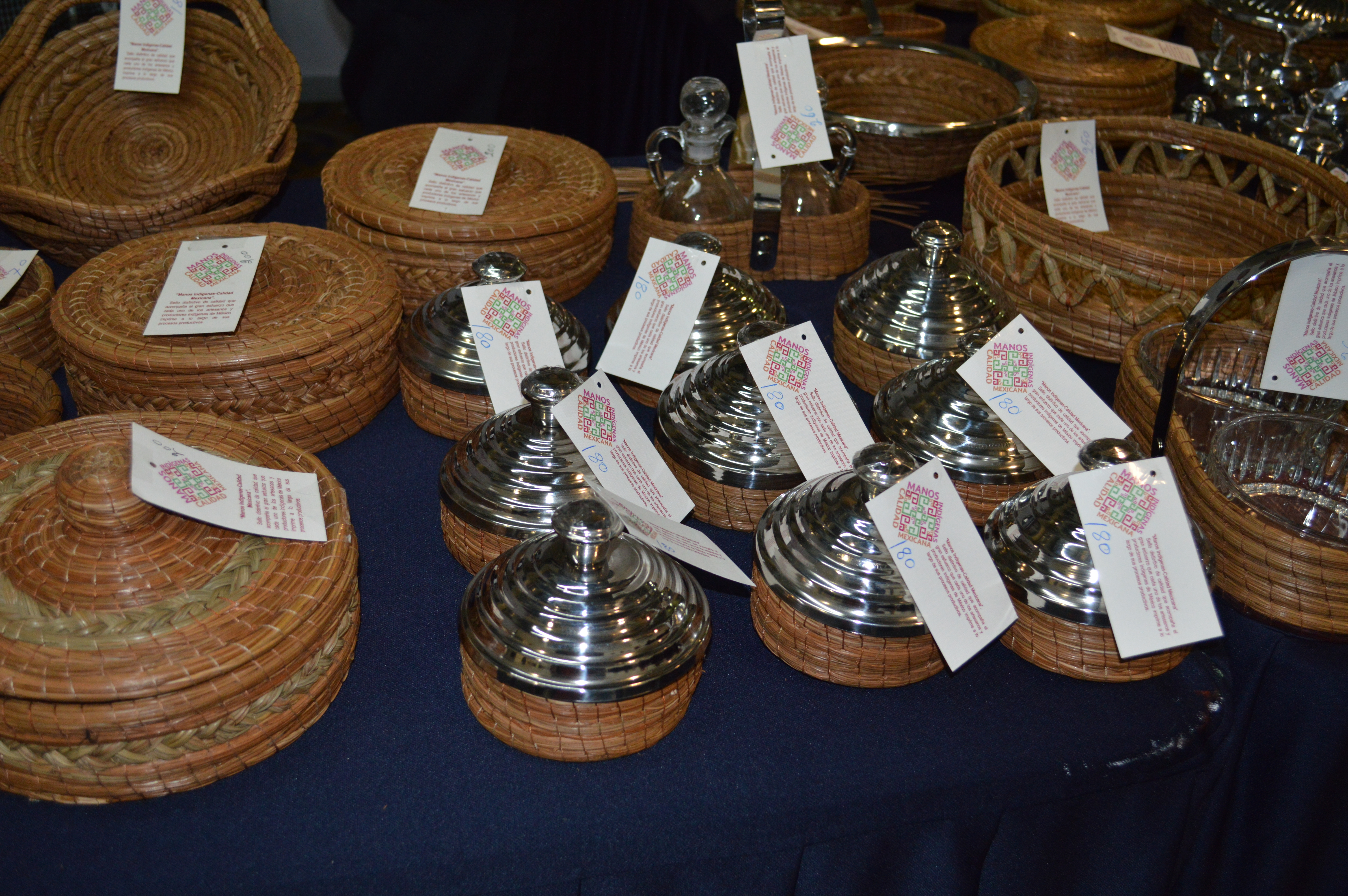
Objetos de cestería hechos con agujas de pino largas del El Oro

El trabajo del vidrio es principalmente hecho a través de técnicas de soplo para crear objetos decorativos, campanas, flores y más. Texcoco es uno de los pocos lugares en México donde este es producido usando técnicas tradicionales y división de labor. Una fábrica famosa fue fundada por Antonio Derflingher en 1948. Hijo y descendiente de sopladores de vidrio, el maestro ya ha muerto pero la fábrica aún sobrevive, creando vasos de caña, vasos de agua, ceniceros, tazones de fruta, floreros y más.
La arenisca es una de las piedras tradicionalmente trabajadas con martillo y cincel en el estado, siendo uno de los productos principales de la lápida sepulcral. Estas se hacen en varias partes del estado, especialmente en Amecameca y Zacualpan. Estos también hacen figuras religiosas y otras clases de esculturas con ella. Teotihuacán, San Martín de las Pirámides y San Francisco Mazapa destacan por su trabajo en la obsidiana y el ónix. En Chimalhuacán, Acambay y Toluca, la piedra volcánica áspera es trabajada para hacer molcajetes y metates,  junto con esculturas, columnas, fuentes y figuras humanas y animales.
La cera artesanal se enfoca principalmente en velas decorativas y perfumadas. Las lámparas decorativas son aquellas envueltas por elementos decorativos esculpidos en la cera, los cuales pueden sobrepasar a la misma vela. Estos elementos vienen en una amplia variedad de formas y colores, y las piezas son creadas para eventos especiales, a veces religiosos. En el Estado de México, estas son hechas por lo general en Amecameca, Tenango del Valle y Toluca.
Las lámparas tradicionales aún son hechas a mano y formadas en varias figuras, a veces para los días festivos. Estas son principalmente hechas de fruta y azúcar de una pasta de pura de azúcar. Algunos elementos son del periodo prehispánico pero la mayoría son de origen europeo. Toluca es muy conocido por su trabajo, seguida por Amecameca, Ixtapan de la Sal, Ocoyoacac, Villa Guerrero, Tenancingo, Malinalco and Zacualpan. La estación principal para estos dulces es en el Día de Muertos (2 de noviembre), cuando las calaveras, huesos y muchas otras figuras se venden, especialmente en la Feria del Alfeñique, dedicada a este arte.
Las artesanías basadas en productos de papel pueden ser encontradas en Acolman, Metepec, Toluca, Huixquilucan, Nezahualcóyotl y Otumba. La fabricación del papel en esta región proviene del periodo prehispánico, cuando era principalmente usada para hacer códices. Al día de hoy, el producto más común es el papel picado, en el cual se cortan hoyos en papel crepé para elaborar diseños y adornos de pared para ocasiones especiales.

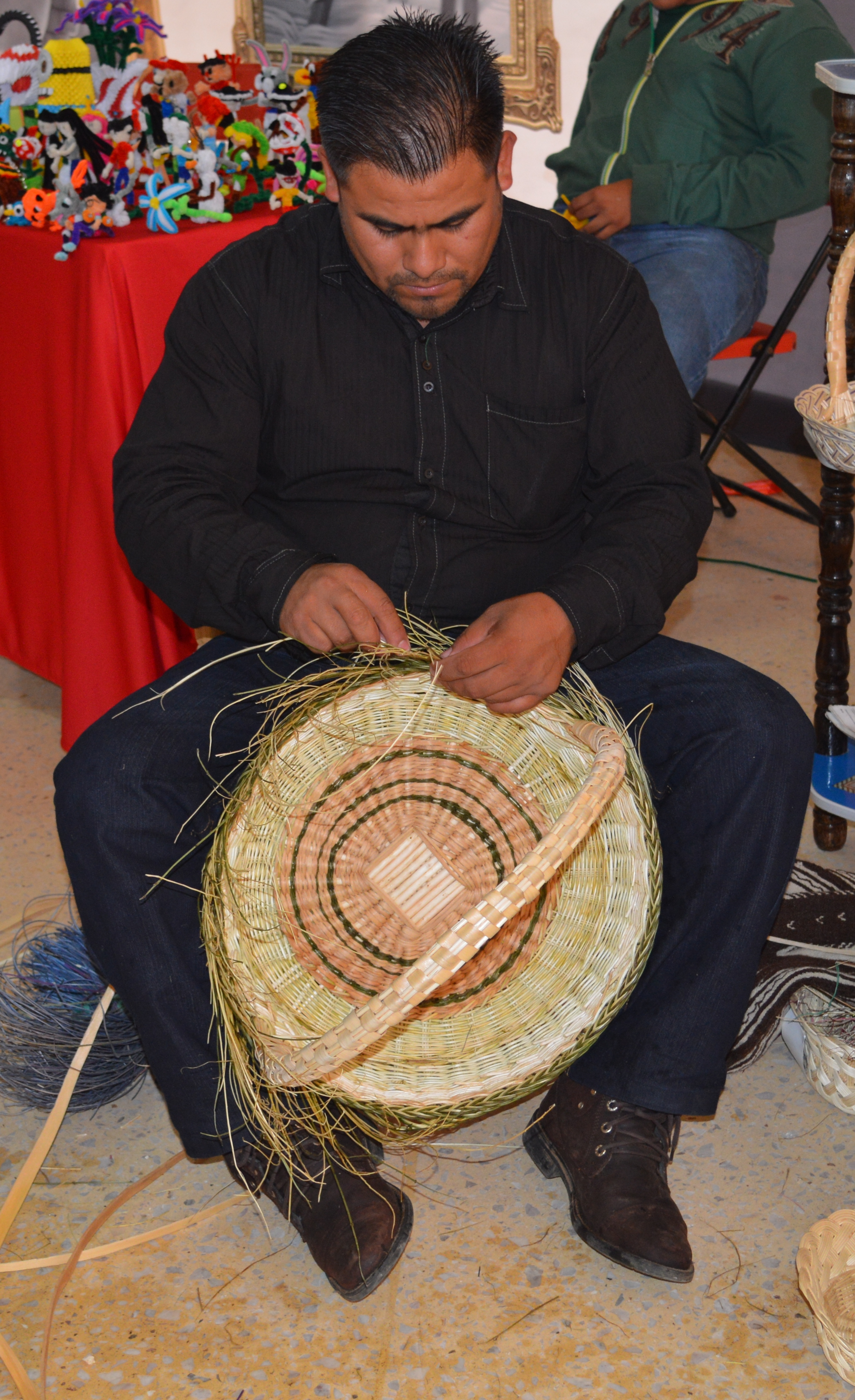
Miembro de la familia Apolinar Hernández Balcazar haciendo una cesta en la Feria de Rebozos en Tenancingo

Las fibras rígidas vegetales tales como la caña son usadas para fabricar sombreros, esteras y más, agregando también las canastas para almacén y carga. La mayoría de los artesanos de este tipo son indígenas, además de que el trabajo es principalmente en Jiquipilco, Temascalcingo, Tenancingo y Toluca (en los barrios de San Andrés Cuexcontitlán y San Cristóbal Huichochitlán), donde producen tortilleros, bolsas, manteles y más. El uso de fibras teñidas y tejidas en patrones es una técnica decorativa común. La mayoría de los diseños son pasados de generación en generación. También hay cestería en Amanalco, Donato Guerra y El Oro, distinguidos por sus ornamentos de cerámica a fuego alto, latón y vidrio.
La piel es trabajada en cinturones, bolsas, chamarras, maletas, pecheras, huaraches, carteras y otros objetos, la mayoría de ellos utilitarios. Estas piezas se trabajan con piel de vaca, cerdo, borrego y cabra y además se incluyen otros materiales como el hilo de ixtle (piteado), botones hueso y cierres de fierro. Los pueblos más notorios por este tipo de trabajo incluyen a Amatepec, Toluca, Coacalco, San Mateo Atenco, Mexicaltzingo, Tenango del Valle, Tejupilco, Sultepec y Villa del Carbón.
Los cuernos y huesos de animales se trabajan en varios objetos en los municipios de Rayón y San Antonio la Isla, para crear combos, pinzas para el cabello, pecheras, silbatos, collares, aretes, llaveros y más. Un objeto muy importante es el botón para los trajes de charro, generalmente hecho de cuerno.
El arte de la plumaria casi ha desaparecido por causa de la sobreexplotación de la materia prima. Sin embargo, algo de ello es aún llevado a cabo en Ecatepec, La Paz, Rayón, San Martín de las Pirámides, Teotihuacán, Tepotzotlán y Toluca.

## Historia
Las artesanías del estado incluyen a aquellas que tienen orígenes en el periodo prehispánico, las cuales mantiene técnicas y estética de ese periodo en por lo menos una fracción. Después de la conquista, los españoles introdujeron nuevas técnicas y estilos a las manufacturas existentes e introdujeron productos completamente nuevos, tales como el vidrio soplado.
En el período prehispánico, los mejores trabajadores de la cerámica en lo que ahora es el Estado de México fueron los Matlatzincas, cuyos trabajos fueron influenciados por el de los Nahuas, produciendo urnas, ollas, quemadores de incienso, tazas y platos. Sin embargo, esto no fue tan brillante o fino como la cerámica introducida en Cholula y Tenochtitlán. En el período colonial, la cerámica no desapareció, como sucedió con otras artes indígenas, pero fue radicalmente cambiada. Las técnicas europeas fueron introducidas, tales como el barnizado, junto con los diseños decorativos orientales y europeos.
Los españoles introdujeron el trabajo en latón, fierro, estaño, bronce y acero. Durante el periodo prehispánico, el trabajo en metales finos como oro, y en cierta extensión la plata, se desarrollaron para crear bienes de lujo para la clase elite. Durante el período colonial, los indígenas fueron prohibidos de elaborar metales finos, pero esto se rescató en el siglo XVIII, reconociendo que la prohibición fue poco efectiva. Sin embargo, el trabajo clandestino de la plata permitió que las técnicas y diseños tradicionales fueran conservados.
La elaboración de cestas en el estado se desarrolló cerca de los ríos y lagos donde la caña crecía, tales como los bancos del Río Lerma. Esta artesanía permanece como una actividad casi completa.
Mucha de la oferta de trabajo del periodo colonial en el Estado de México en el siglo XIX fue enfocado en la producción y en las haciendas, incluyendo a la producción de manufacturas. Desde el siglo XIX, con el surgimiento de la industria moderna, la producción de manufacturas comenzó a disminuir, mientras que la producción en masa se hacía cada vez más barata y el trabajo de fábrica proveía mejores salarios. La industrialización del estado continúa. Adicionalmente, la competencia de los productos asiáticos ha disminuido aún más la producción de bienes.

## Importancia socioeconómica
El estado es casa de diecisiete tradiciones de artesanía reconocidas, y los artesanos han sido reconocidos nacional e internacionalmente. Sin embargo, la mayoría de los artesanos trabajan en el anonimato y el trabajo del estado ha sido poco estudiado, con la excepción de los textiles Mazahuas y el árbol de vida. El último es reconocido internacionalmente con ejemplares en museos como la Casa de las Américas en  La Habana. Una serie de artesanías estatales, incluyendo a los árboles de la vida, la joyería y más, son parte de una colección en los museos del vaticano.
Las artesanías del Estado de México generan entre ocho y diez millones de pesos en ventas anuales. Hay 120,000 artesanos, con cerca de 25,000 registrados con el Instituto de Investigación y Fomento de las Artesanías (IIFAEM). Solamente cerca de 100 artesanos tienen grandes empresas.
La mayor parte de las ventas y exposición de estas artesanías se lleva a cabo a través de las tiendas del estado llamadas Casart, las cuales tienen ocho ramas en el Estado de México, con la tienda principal en Toluca, en Paseo Tollocan. Las ventas se llevan a cabo con el precio dictado por el artesano. Otra institución importante es el Museo de Culturas Populares, parte del Centro Cultural Mexiquense, el cual está localizado en el sitio principal de la casa principal de la Hacienda La Pila. Esta guarda una colección de las artesanías del estado, incluyendo un árbol de vida gigante que fue construido en el museo en 1986.
Otros esfuerzos para promover estas manufacturas incluyen el envío del nacimiento en estaño y cerámica junto con otros objetos al Papa en 2009, Después, el estado hizo un acuerdo con los museos del vaticano para vender artesanías en sus outlets y otras tiendas cercanas. En 2013, las artesanías fueron enviadas a Laredo para el Festival Internacional de Las Ciudades Hermanas para ayudar a abrir el mercado en US, y en 2014, una exhibición de las manufacturas del estado fue llevada a cabo en el Senado Mexicano. El estado patrocina un festival anual llamado La Fiesta Artesanal Mexiquense, y en 2015, se estableció el primer concurso para manufactura de fuegos artificiales llamado El Concurso de Artesanía Pirotécnica. El estado también ha trabajado para obtener grandes tratos para permitir la exportación de sus artesanías a países como España, Portugal y China.

## Artesanos notables
- Familia Soteno de Metepec
- Adrián Luis González
- Apolinar Hernández Balcázar